# Aphanobasidium
Aphanobasidium es un género de hongos en la familia Pterulaceae. El género posee una amplia distribución y contiene 15 especies.